# レグ・パーク
レグ・パーク（Reg Park, 1928年6月7日 - 2007年11月22日）は、イギリスのボディビルダー、俳優。1949年のミスター・ブリテンでの優勝でキャリアを開始し、ミスター・ユニバースで3度優勝した。また映画俳優としても活動し、アーノルド・シュワルツェネッガーに影響を与えたことで知られる。

## 若年期
パークは1928年6月7日にイングランドのリーズにロイ・パークとして誕生した。彼の父はジムを経営しており、彼はアスリートとして育てられた。16歳の頃には彼はリーズ・ユナイテッドFCに補欠として入団したが、やがて彼は膝を痛め、サッカーを続けることが出来なくなった。彼は入院中にボディビル誌である『ストレングス&ヘルス』を読み、ボディビルダーを志した。その後、彼はしばらくシンガポールで体育教師として働き、1948年にはミスター・ユニバースを観戦するためロンドンに戻った。

## キャリア
パークは1949年にミスター・ブリテンで優勝した。翌年にはミスター・ユニバースに参加したもののスティーヴ・リーヴスに敗れ2位となった。しかしその翌年の1951年にはミスター・ユニバースで優勝した。彼は1952年にアフリカにボディビル旅行をしていた際に南アフリカ人であるMareon Isaacsと出会い、ヨハネスブルグで結婚した。彼はその後も1958年と1961年のミスター・ユニバースで優勝した。
1961年から1965年にかけてパークは5本の映画に出演した。すべてがイタリア映画で、5本のうち4本がヘーラクレースを題材にしたものだった。そのうちのひとつである『ヘラクレス 魔界の死闘』(1961) では彼はクリストファー・リーと共演した。

## 引退と死去
彼は妻のMareonと共に南アフリカ共和国に移住し、ヨハネスブルグでジムの経営を始めた。2007年2月にはシュワルツェネッガーが主催するアーノルド・クラシックに出演し、これが彼の最後のステージとなった。パークは2007年11月22日に死去した。

## 影響
パークはアーノルド・シュワルツェネッガーに影響を与えた。シュワルツェネッガーは映画のポスターでパークを見かけて彼の存在を知った。シュワルツェネッガーはパークが出演したすべての映画を見て、ボディビル誌に掲載されたパークの写真を部屋に貼っており、彼の両親は彼がゲイではないかと疑ったという。シュワルツェネッガーは、パークが最も重要なモチベーションになったと語っている。

## 人物
彼の身長は6フィート1インチで、体重は最も重い時で250ポンドだった。彼は南アフリカ出身であるMareon Isaacsと結婚し、息子であるJon Jonと娘であるJeunesseの2人の子どもがいた。